# Victor/Victoria
Victor/Victoria (br: Victor ou Victória? / pt: Victor/Victoria) é um filme britânico/estadunidense de 1982, do gênero comédia musical, escrito e dirigido por Blake Edwards (de A pantera cor de rosa e Bonequinha de luxo). O filme é estrelado por Julie Andrews, James Garner, Robert Preston, Lesley Ann Warren, Alex Karras e John Rhys-Davies. O filme foi produzido por Tony Adams e trilha sonora por Henry Mancini, com letra de Leslie Bricusse. Lançado pela Metro-Goldwyn-Mayer, foi adaptado em 1995 como um musical da Broadway. O filme foi indicado a sete Oscars e ganhou o Prêmio da Academia de Melhor Trilha Sonora Original. É um remake do filme alemão de 1933 Viktor und Viktoria.

## Sinopse
Na Paris de 1934, Victoria Grant (Julie Andrews) é uma soprano decadente. Ela luta para encontrar trabalho nas boates de Paris em plena depressão. Nas últimas, após ser expulsa do seu hotel de quinta categoria por não ter como pagar vários días atrasados, tenta roubar uma refeição e acaba por conhecer Toddy (Robert Preston) que mantinha um contrato no cabaré de monsieur Labisse. Toddy ao descobrir que ela era soprano teve uma grande ideia para um musical e procurou o agente ideal. A ideia genial teria implicações na vida pessoal de Grant, pois ela se apaixonaria por um mafioso de Chicago (James Garner), uns dos investidores de capital aonde ela se apresentava. Ou seja, ele em parceria com outros mafiosos era o cara que de fato pagava o salario dela, mesmo que o show fosse bem vendido e fizesse muito sucesso. A personagem de Grant se encontra num dilema de seguir em frente com a carreira nos palcos ou deixar tudo pra ser a Senhora Marshall. 

## Elenco
- Julie Andrews como Victoria Grant/Conde Victor Grazinski
- James Garner como Rei Marchand
- Robert Preston como Carroll "Toddy" Todd
- Lesley Ann Warren como Norma Cassidy
- Alex Karras como "Squash" Bernstein
- John Rhys-Davies como Andre Cassell
- Graham Stark como o garçom
- Peter Arne como Labisse
- Malcolm Jamieson como Richard Di Nardo
- Herb Tanny (como Sherloque Tanney) como Charles Bovin
- Ina Skriver como Simone Kallisto
- Michael Robbins como gerente do hotel Victoria's
- Norman Chancer como Sal Andratti
- David Gant como gerente de restaurante
- Maria Charles como Madame Presidente
- Glen Murphy como boxeador
- Geoffrey Beevers como Inspetor de Polícia
- Norman Alden como homem no hotel com sapatos (sem créditos)
- Jay Benedict como Guy Longois

## Números musicais
Os números vocais do filme são apresentados como atos de boate, com coreografia de Paddy Stone. No entanto, as letras ou situações de algumas das canções são calculadas para se relacionar com o drama que se desenrola. Assim, os dois números encenados "Le Jazz Hot" e "The Shady Dame from Seville" ajudam a apresentar Victoria como uma imitadora feminina. O último número é posteriormente reinterpretado por Toddy para fins de diversão na trama, e o relacionamento aconchegante de Toddy e Victoria é promovido pela canção "You and Me", que é cantada diante do público na boate.
1. "Gay Paree" – Toddy
2. "Le Jazz Hot!" – Victoria
3. "The Shady Dame from Seville" – Victoria
4. "You and Me" – Toddy, Victoria
5. "Chicago, Illinois" – Norma
6. "Crazy World" – Victoria
7. "Finale/Shady Dame from Seville (Reprise)" – Toddy

Ocasionalmente, Victoria e Toddy cantam "Home on the Range" quando estão no hotel.

## Produção
O roteiro do filme foi adaptado por Blake Edwards (marido de Andrews) do filme alemão de 1933, Viktor und Viktoria, escrito e dirigido por Reinhold Schünzel a partir de um tratamento original da história de Hans Hoemburg. Segundo Edwards, o roteiro demorou apenas um mês para ser escrito. Julie Andrews assistiu à versão de 1933 para se preparar para seu papel. O filme foi planejado já em 1978 com Julie Andrews para estrelar ao lado de Peter Sellers, mas Sellers morreu em 1980 enquanto Andrews e Blake Edwards estavam filmando S.O.B. (1981), então Robert Preston foi escalado para o papel de Toddy.
O traje usado por Julie Andrews no número "The Shady Dame from Seville" é na verdade o mesmo traje usado por Robert Preston no final do filme. Foi feito para se ajustar a Preston e, em seguida, usando uma série de ganchos e olhais na parte de trás, foi apertado para se ajustar à figura bem torneada de Andrews. Babados de seda preta foram adicionados à parte inferior da roupa para esconder as diferenças de altura. O tecido é um crepe preto e marrom, com finos fios de ouro tecidos nele, que quando aceso parece ter uma aparência quase úmida.

## Lançamento
Victor/Victoria foi o filme da noite de abertura na Filmex em 16 de março de 1982. Estreou em Nova York, Los Angeles e Toronto em 19 de março de 1982.

## Recepção

### Resposta crítica
No Rotten Tomatoes, o filme tem uma taxa de aprovação de 97% com base em 33 avaliações, com o consenso do site: "Impulsionado por uma fantástica guinada de Julie Andrews, o gênero musical de Blake Edwards é afiado, engraçado e divertido em geral." No Metacritic, tem uma pontuação de 84 em 100 com base em avaliações de 12 críticos, indicando "aclamação universal".
Roger Ebert, do Chicago Sun-Times, deu-lhe 3 de 4 estrelas e escreveu: "Não apenas um filme engraçado, mas, inesperadamente, um filme caloroso e amigável." Todd McCarthy da Variety chamou de "entretenimento ultra-sofisticado de Blake Edwards".

## Principais prêmios e indicações
| Award                                   | Categoria                                                                             | Nomeados                                                          | Resultado    |
| --------------------------------------- | ------------------------------------------------------------------------------------- | ----------------------------------------------------------------- | ------------ |
| Oscar 1983                              | Melhor Atriz                                                                          | Julie Andrews                                                     | Indicado     |
| Oscar 1983                              | Melhor Ator Coadjuvante                                                               | Robert Preston                                                    | Indicado     |
| Oscar 1983                              | Melhor Atriz Coadjuvante                                                              | Lesley Ann Warren                                                 | Indicado     |
| Oscar 1983                              | Melhor roteiro – baseado em material de outro meio                                    | Blake Edwards                                                     | Indicado     |
| Oscar 1983                              | Melhor Direção de Arte                                                                | Rodger Maus, Tim Hutchinson, William Craig Smith e Harry Cordwell | Indicado     |
| Oscar 1983                              | Melhor Figurino                                                                       | Patricia Norris                                                   | Indicado     |
| Oscar 1983                              | Melhor trilha sonora de canção original e sua trilha sonora adaptada                  | Henry Mancini e Leslie Bricusse                                   | Venceu       |
| British Society of Cinematographers     | Melhor Cinematografia                                                                 | Dick Bush                                                         | Indicado     |
| César Awards                            | Melhor Filme Estrangeiro                                                              | Blake Edwards                                                     | Venceu       |
| Prêmio David di Donatello               | Melhor Filme Estrangeiro                                                              | Blake Edwards                                                     | Indicado     |
| Prêmio David di Donatello               | Melhor Diretor Estrangeiro                                                            | Blake Edwards                                                     | Indicado     |
| Prêmio David di Donatello               | Melhor Roteiro Estrangeiro                                                            | Blake Edwards                                                     | Venceu       |
| Prêmio David di Donatello               | Melhor Atriz Estrangeira                                                              | Julie Andrews                                                     | Venceu       |
| Prêmios Globo de Ouro                   | Melhor Filme – Musical ou Comédia                                                     | Melhor Filme – Musical ou Comédia                                 | Indicado     |
| Prêmios Globo de Ouro                   | Melhor Atriz – Musical ou Comédia                                                     | Julie Andrews                                                     | Venceu       |
| Prêmios Globo de Ouro                   | Melhor Ator Coaduvante – Cinema                                                       | Robert Preston                                                    | Indicado     |
| Prêmios Globo de Ouro                   | Melhor Atriz Coadjuvante – Cinema                                                     | Lesley Ann Warren                                                 | Indicado     |
| Prêmios Globo de Ouro                   | Melhor Trilha Sonora – Cinema                                                         | Henry Mancini                                                     | Indicado     |
| Golden Reel Awards                      | Melhor edição de som – Estrangeiro - Diálogo                                          | Melhor edição de som – Estrangeiro - Diálogo                      | Venceu       |
| Grammy Awards                           | Melhor álbum de trilha sonora original escrita para um filme ou especial de televisão | Victor/Victoria – Henry Mancini e Leslie Bricusse                 | Indicado     |
| Kansas City Film Critics Circle Awards  | Melhor Atriz                                                                          | Julie Andrews                                                     | Venceu       |
| National Board of Review Awards         | Melhor Ator Coadjuvante                                                               | Robert Preston                                                    | Venceu       |
| New York Film Critics Circle Awards     | Melhor Ator Coadjuvante                                                               | Robert Preston                                                    | Vice-campeão |
| New York Film Critics Circle Awards     | Melhor Atriz Coadjuvante                                                              | Lesley Ann Warren                                                 | Indicado     |
| Sant Jordi Awards                       | Melhor Filme Estrangeiro                                                              | Blake Edwards                                                     | Venceu       |
| Sant Jordi Awards                       | Melhor Performance em Filme Estrangeiro                                               | Julie Andrews                                                     | Indicado     |
| Sant Jordi Awards                       | Melhor Performance em Filme Estrangeiro                                               | Robert Preston                                                    | Venceu       |
| Turkish Film Critics Association Awards | Melhor Filme Estrangeiro                                                              | Melhor Filme Estrangeiro                                          | 7ª colocação |
| Writers Guild of America Awards         | Melhor comédia adaptada de outro meio                                                 | Blake Edwards                                                     | Venceu       |

Em 2000, American Film Institute incluiu o filme em AFI's 100 Years...100 Laughs (#76).